# Plage de Banje
Banje est la plage la plus célèbre et la plus populaire de Dubrovnik en Croatie.
La plage de galets est située à proximité immédiate de la vieille ville à l'est, entre l'hôtel Excelsior et le Lazaret.
Le 16 décembre 2017 le vent a ramené sur la plage une mine sous marine de 800 kg datant de la Seconde Guerre mondiale, qui a été retirée par les policiers dans la journée.

## Sources
1. ↑  https://croatia.hr/fr-fr/plages/plage-de-banje-dubrovnik
2. ↑  HRT, Oluja na Banje izbacila 800 kg tešku protubrodsku minu objavljeno 16. prosinca 2017., pristupljeno 19. prosinca 2017.